# Koruna (klenot)

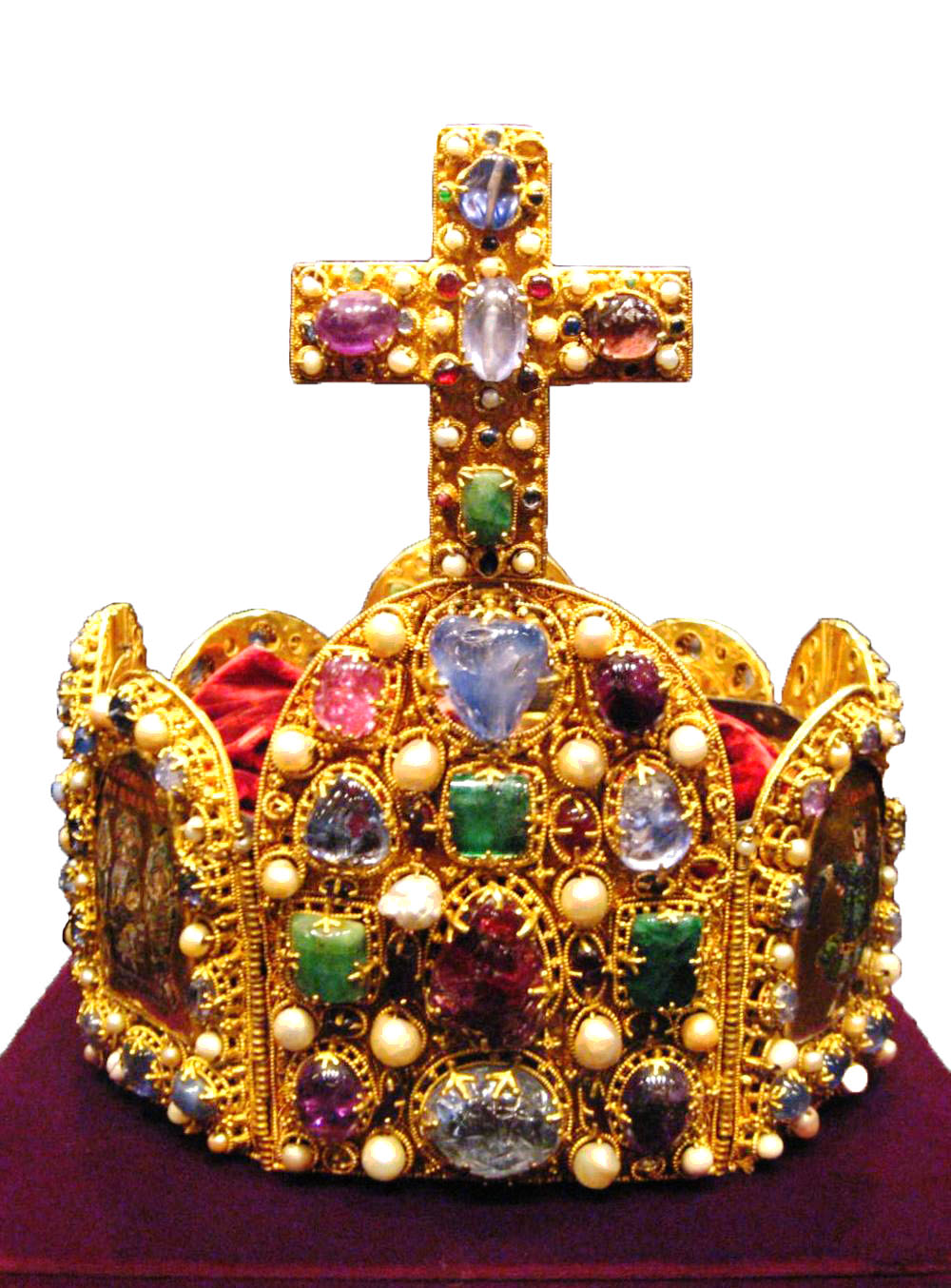
Koruna Svaté říše římské ve vídeňské klenotnici, 12. století

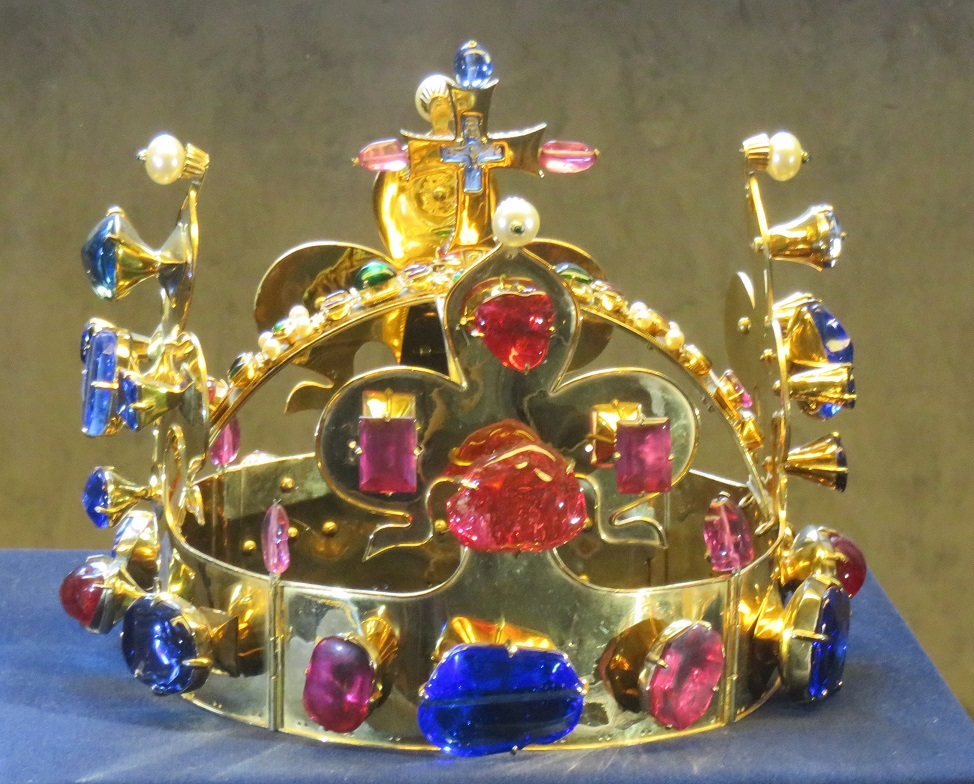
Svatováclavská koruna českých králů, Praha 1346

Koruna (z latinského corona – věnec, řecky κορώνα – věnec, koruna) je drahocenný klenot, používaný jako pokrývka hlavy, vyrobený většinou ze zlata a zdobený drahými kameny.
Koruna je používána panovníky jako odznak moci a důstojnosti, a to především v západním křesťanství. Je také symbolem vlády těchto panovníků nad určitým národem nebo územím. Přeneseně proto výraz „koruna“ znamená i samotné království nebo císařství (tzn. prohlásíme-li o panovníkovi, že získal korunu, máme tím na mysli, že společně s korunou získal i nárok na k ní náležející území).
Rituál používání koruny pochází ze starověku. Již ve starověkém Egyptě nosil panovník dvojitou bílo-červenou korunu horního a dolního Egypta. V antickém Řecku nosil čelenku či diadém. Perští králové patřili k prvním, kteří nosili uzavřenou korunu, tzv. tiáru. Tato podoba byla později převzata byzantskými císaři a také papeži, kteří používali trojitou korunu do roku 1963. V papežově znaku zůstala tiára do roku 2005, kdy ji papež Benedikt XVI. změnil na biskupskou mitru, ve znaku vatikánských úřadů se tiára nadále používá.
Římští císaři používali diadém nebo vavřínový věnec imperátorů, jako symbol své moci. Vládcové Germánů nosili přilbu nebo čelenku. Od karolinských dob se běžně používaly uzavřené koruny, jež byly překlenuté jedním nebo více oblouky.

## Korunovace
Ve středověké Evropě propůjčovala panovníkovi jeho legitimitu teprve řádně vykonaná korunovace jedinou správnou korunou na jediném správném místě řádným, tzn. k tomu oprávněným korunovačem (Coronator). Ve Svaté říši římské mohl být zvolený král korunován výhradně rýnskokolínským arcibiskupem a to v Cáchách – a od 16. století ve Frankfurtu – říšskou korunou. Korunovace císaře musela být vykonána – též až do 16. stol – papežem v Římě nebo papežským legátem. Místem korunovace francouzských králů pak byla Remešská katedrála.

## Typy korun

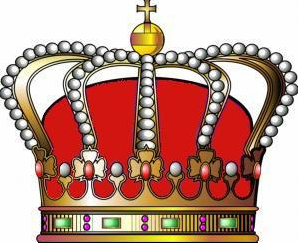
Obecná uzavřená královská koruna

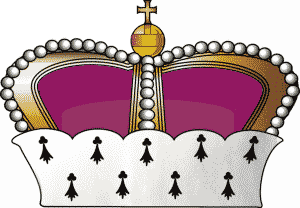
Knížecí hodnostní korunka

Trojitá papežská koruna jako součást papežského znaku

Vládnoucí knížata a šlechtici, kteří podle pravidla priority byli podřízeni císařům a králům, nosili hodnostní korunu, jejíž tvar a podoba určovaly postavení nositele. Od 17. století existovaly také tzv. hodnostní perly.

### Císařská koruna
Císařská koruna je každá vzhledově jiná:
- Říšská koruna Svaté říše římské
- Rakouská císařská koruna
- Ruská imperátorská koruna
- Německá císařská koruna (pouze heraldický model)
- Koruna dynastie Pahlaví (íránská koruna)
- Brazilská císařská koruna
- Mexická císařská koruna (nebyla nikdy použita)
- Indická císařská koruna (nebyla nikdy použita)
- Etiopská císařská tiára

### Královská koruna
Královská koruna může být otevřená (bez oblouků) nebo uzavřená (s oblouky, ev. s říšským jablkem):
- Svatováclavská koruna (česká královská koruna)
- Svatoštěpánská koruna (uherská královská koruna)
- Koruna svatého Eduarda, britská imperiální koruna (britské královské koruny)
- Skotská královská koruna
- Koruna Ludvíka XV. (francouzská královská koruna)
- Železná koruna (královská koruna Lombardie resp. Itálie)
- Čapka monomacha (moskevský carský klobouk)
- Kazaňská čapka (kazaňský carský klobouk)
- Koruna Fridricha I., Hohenzollernská koruna (pruské královské koruny)
- Bavorská královská koruna
- Ocelová koruna (rumunská královská koruna)
- Srbská královská koruna
- Černohorská královská koruna
- Koruna Štěpána Dušana (součást černohorských klenotů)
- Dánská královská koruna
- Norská královská koruna
- Koruna svatého Erika (švédská královská koruna)
- Finská královská koruna (nebyla nikdy použita)
- Havajská královská koruna
- Tonžská královská koruna

### Jiné
- Kurfiřtský klobouk
- Arcivévodský klobouk
- Vévodská koruna
- Vévodský klobouk
- Knížecí koruna - uzavřená s 2 oblouky a říšským jablkem
- Knížecí klobouk
- Hraběcí koruna (9 perel)
- Koruna svobodných pánů (7 perel)
- Šlechtická koruna nebo Rytířská koruna (5 perel)

## Některé slavné koruny
- Svatováclavská koruna (česká královská koruna)
- Koruna svatého Eduarda, britská imperiální koruna (britské král. koruny)
- Francouzská koruna
- Koruna Istvána Bocskaye
- Rakouská císařská koruna
- Svatoštěpánská koruna (uherská královská koruna)
- Říšská koruna Svaté říše římské
- Železná koruna (královská koruna Lombardie resp. Itálie)
- Ocelová koruna (král. koruna rumunská)
- Tiára (papežská koruna)
- Čapka monomacha (moskevský carský klobouk)
- Skanderbegova helma
- Západogótská svatokoruna z Guarrazaru, Španělsko

## Galerie

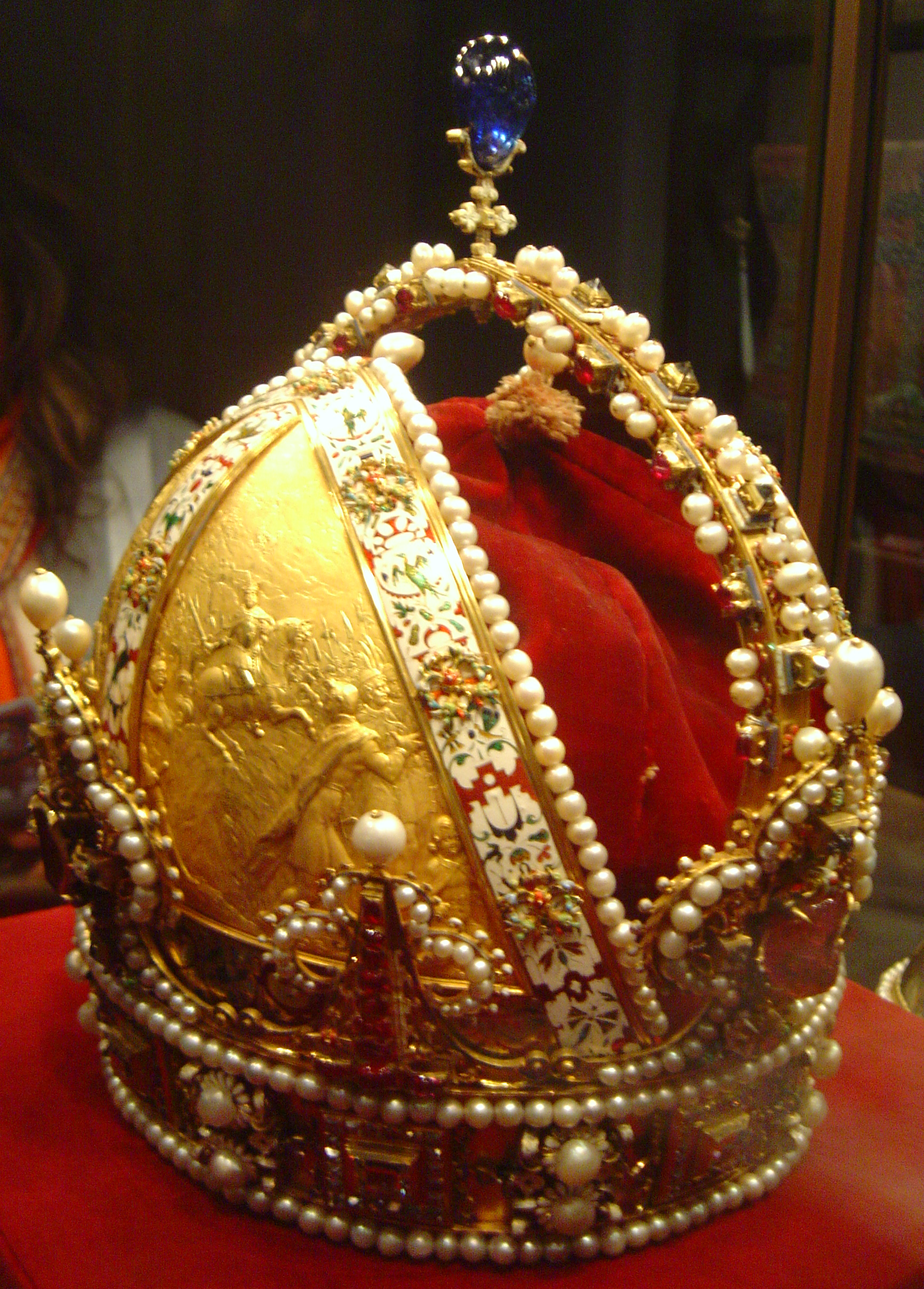
Osobní koruna císaře Rudola II., Praha 1603
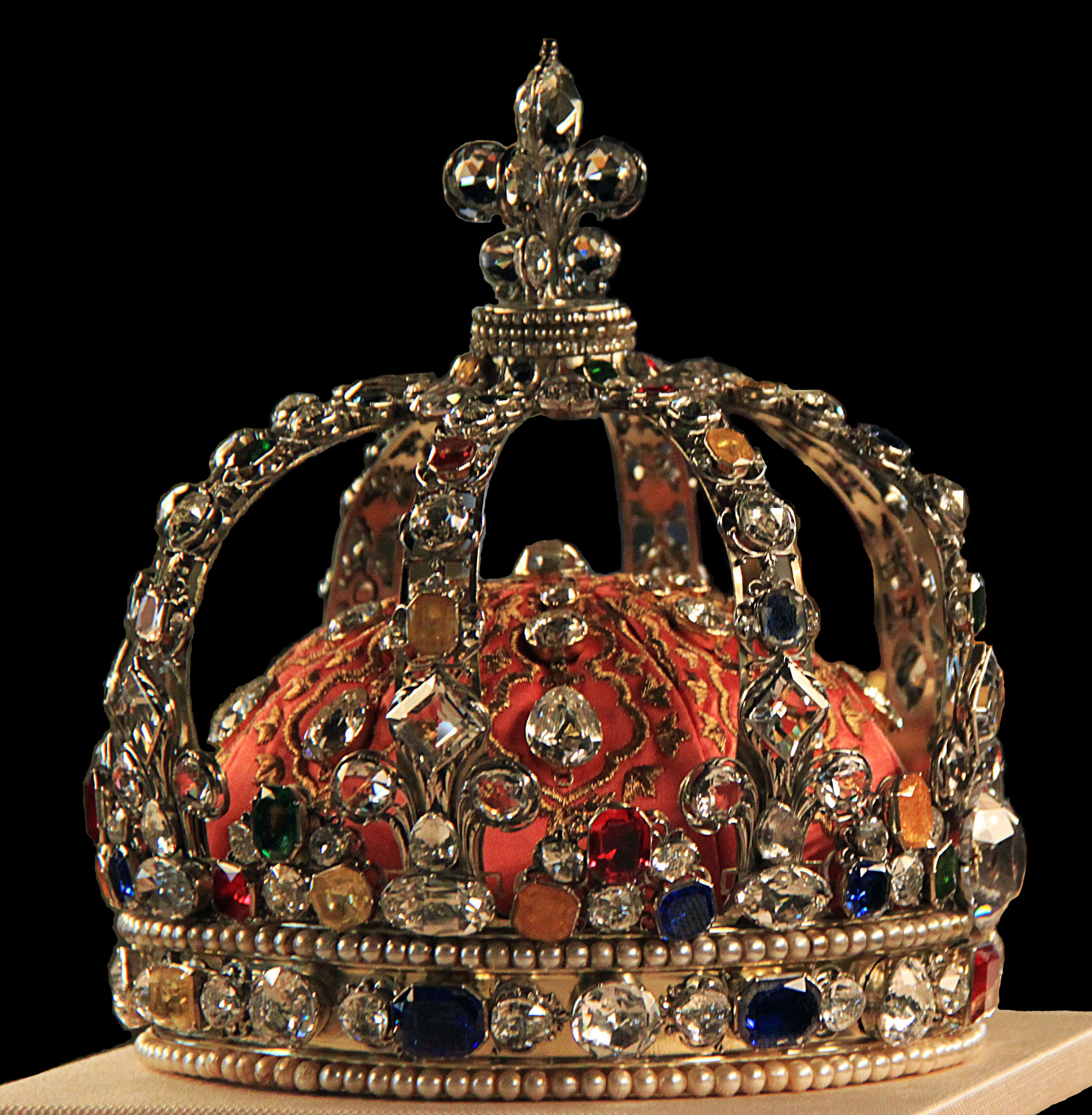
Francouzská královská koruna, Louvre, 14.-19. století
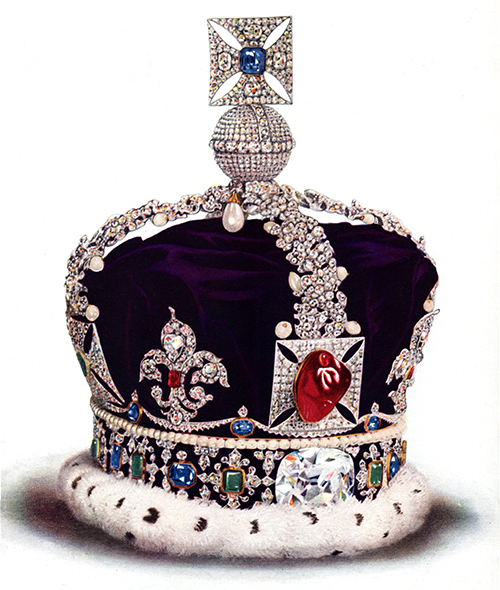
Britská královská koruna
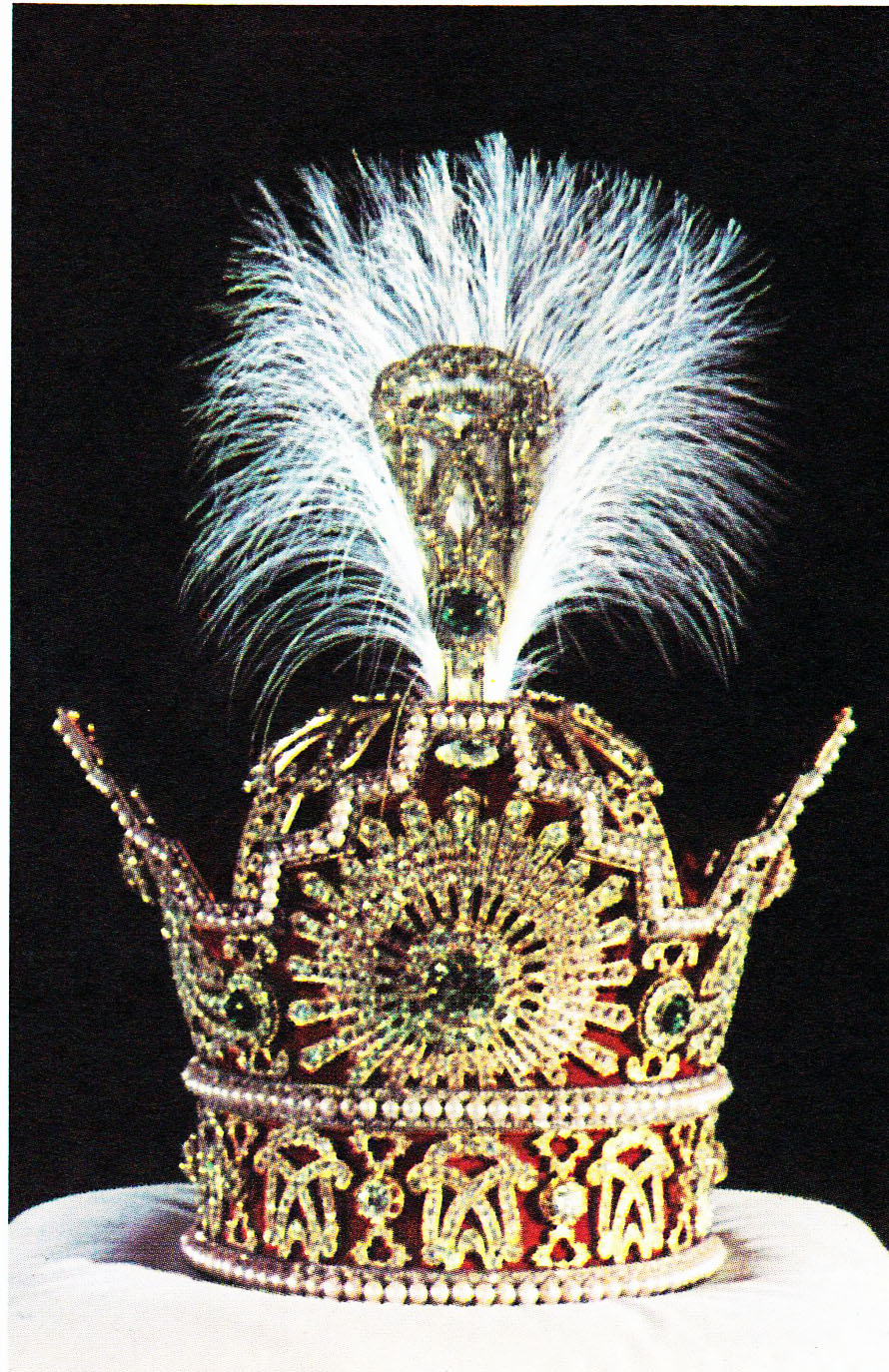
Perská koruna šáha dynastie Páhlaví, Teherán, polovina 20. století
Pšent dvojitá koruna egyptských faraonů
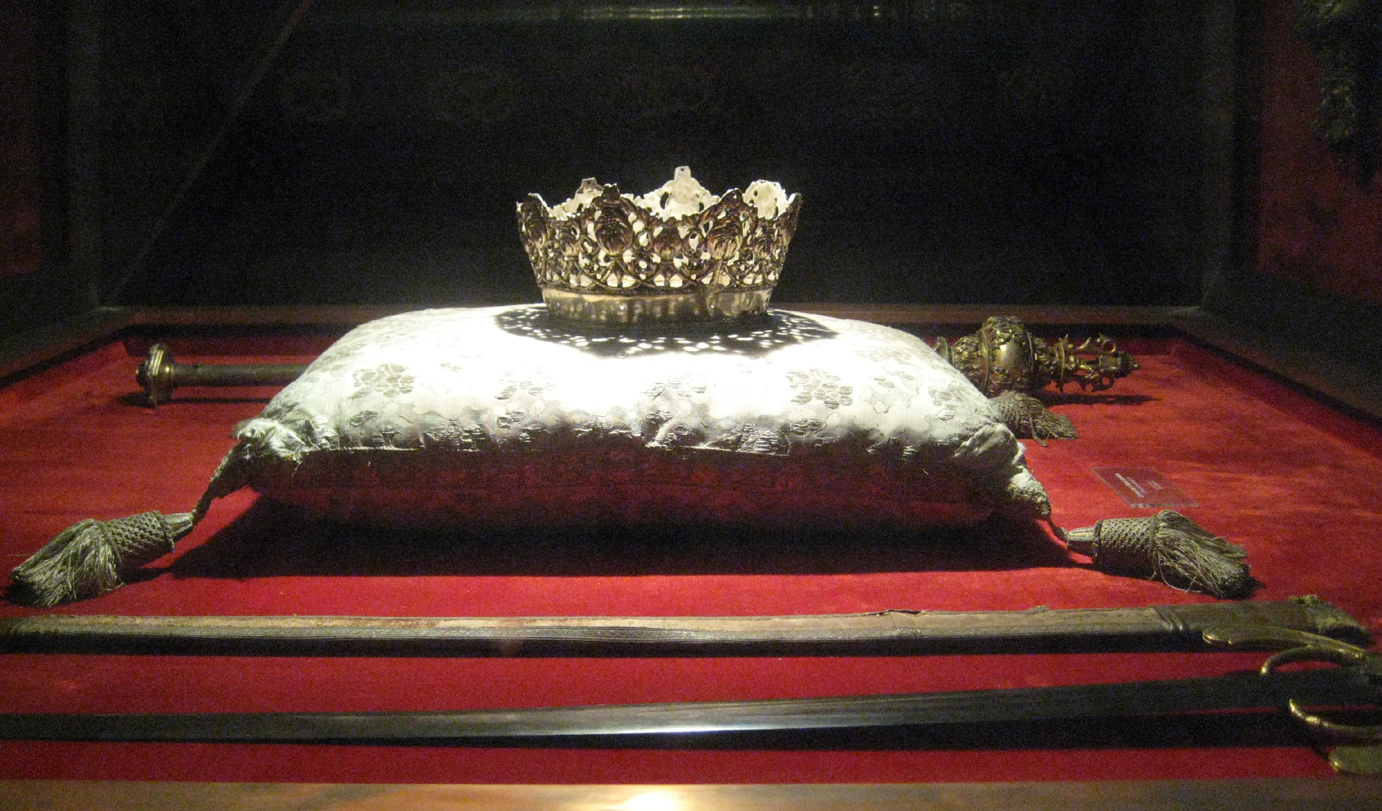
Koruna Isabely Kastilské v královské kapli v Granadě